# Habrůvka
Habrůvka (in tedesco Habruwka) è un comune ceco situato nel distretto di Blansko, in Moravia Meridionale in . Il territorio, compreso tra i 485 e i 520 metri s.l.m, si estende su un'area di 9,95 chilometri quadrati, e conta una popolazione di circa 350 abitanti (luglio 2006). L'abitato si trova a circa 10 chilometri a sud-est di Blansko e a 21 chilometri a nord-est di Brno.